# Société Parisienne E. Couturier et Cie
Société Parisienne E. Couturier et Cie est un constructeur automobile français.

## Production

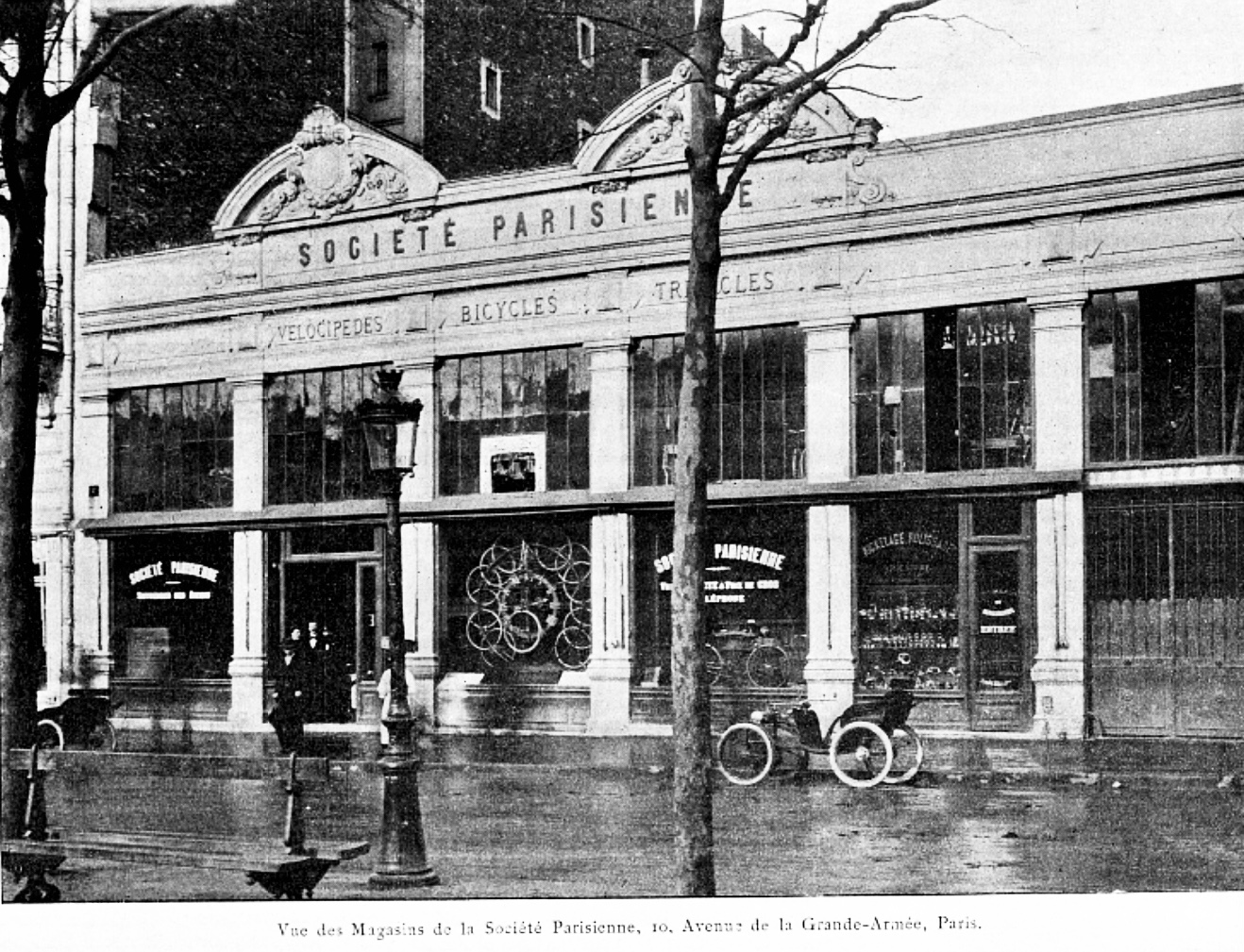
Société Parisienne ,10 Avenue de la Grande-Armée (1900).

L’entreprise basée à Paris a commencé à produire des automobiles et des composants en 1899. M. Renard fonde l’entreprise de production de bicyclettes à Paris en 1876. Le nom de la marque était Parisienne. Le premier modèle, le Victoria Combination , pouvait être commandé avec des moteurs intégrés chez Aster ou De Dion-Bouton. Le monocylindre De Dion-Bouton avait une cylindrée de 239 cm³ avec un alésage de 66 mm et une course de 70 mm. La puissance maximale était de 3,5 HP. Le poids du véhicule biplace était de 150 kg. Le réservoir d’essence contenait 5 litres et permettait une autonomie de 100 km. Le prix de vente était de 2900 francs. Les véhicules avaient une traction avant. La direction a fonctionné sur tout le plancher avant. De 1899 à 1901, environ quatre cents Victoria Combination ont été produites. À partir de 1901, des véhicules conventionnels ont été produits. La production s’est terminée en 1903.

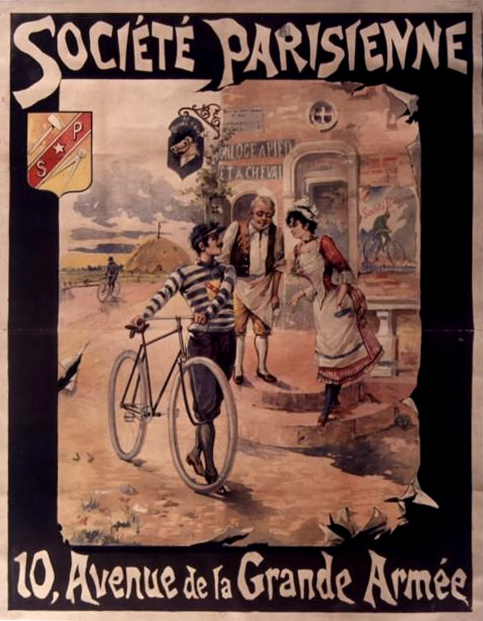
Société Parisienne Affiche - 1895 - Société parisienne 10 avenue de la Grande Armée.
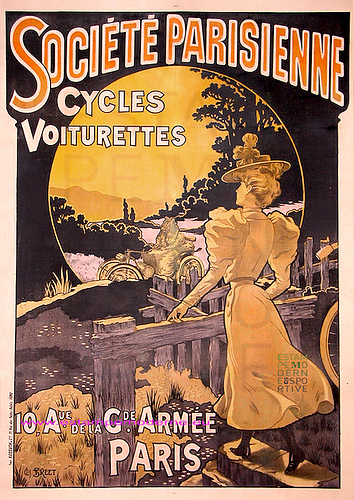
Société Parisienne Affiche - 1900, Cycles et Voiturettes.
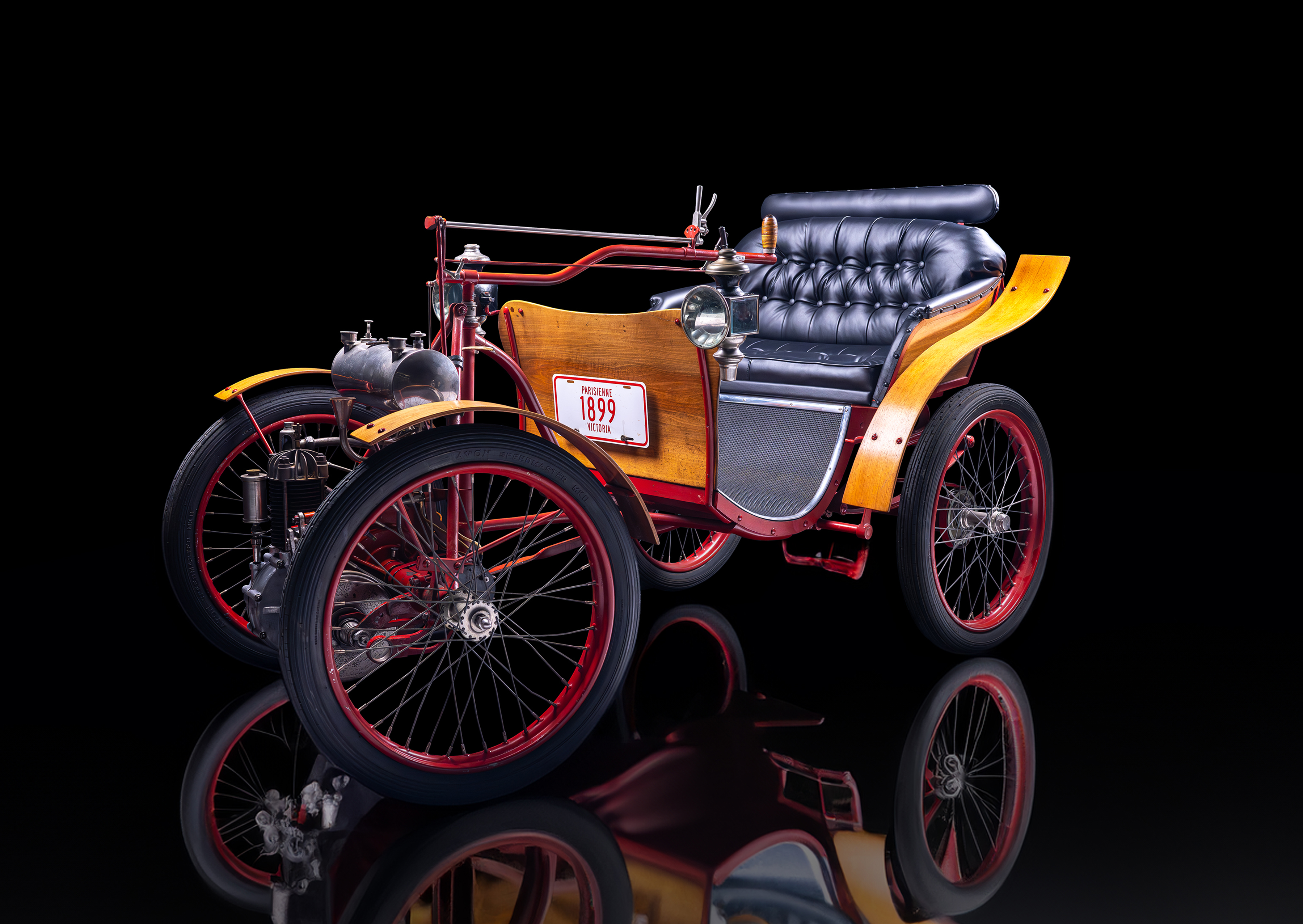
1899 SOCIÉTÉ PARISIENNE.
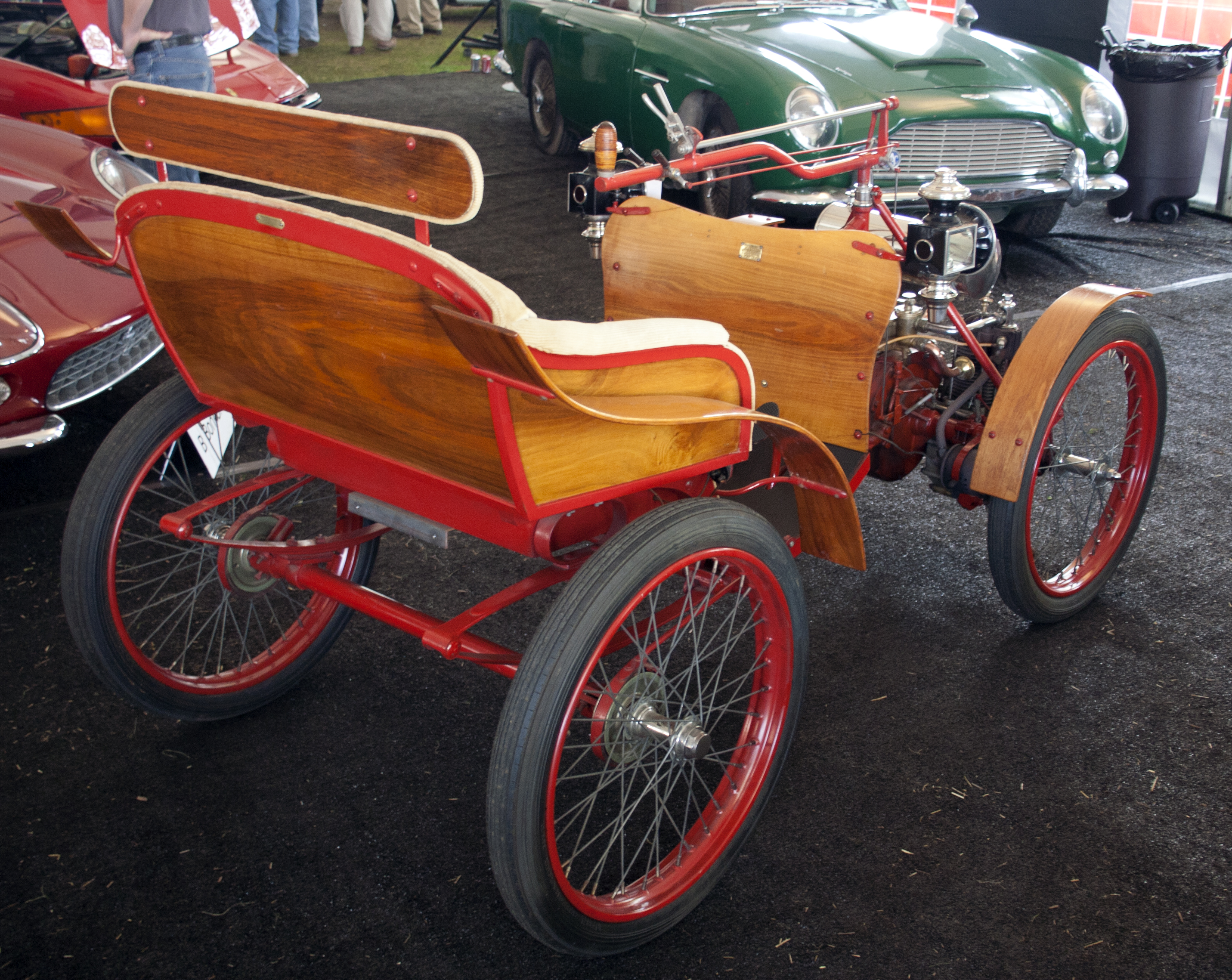
1900 Société Parisienne Victoria
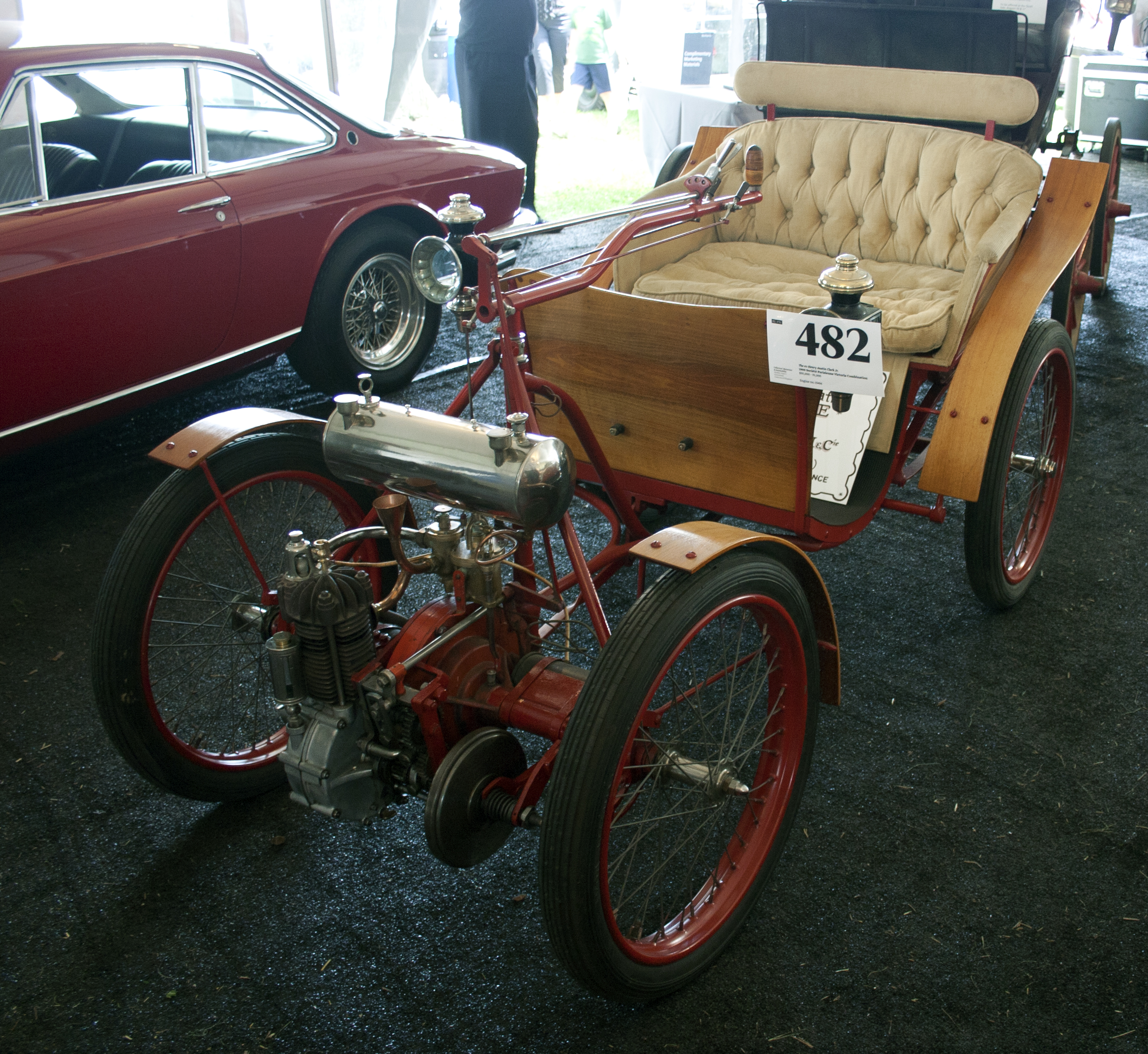
1900 Société Parisienne Victoria